# Wincrange
Wincrange (Luxemburgs: Wëntger, Duits: Wintger) is een plaats en gemeente in het Luxemburgse Kanton Clervaux.
De gemeente heeft een totale oppervlakte van 113,36 km² en telde 3633 inwoners op 1 januari 2007.

## Geschiedenis
De gemeente is op 1 januari 1978 ontstaan door de fusie van de toenmalige gemeenten Asselborn, Boevange, Hachiville en Oberwampach. Voor de gemeentefusie behoorde de plaats Wincrange tot de gemeente Boevange.

### Ontwikkeling van het inwoneraantal
| Jaar                              | 2001 | 2002 | 2003 | 2004 | 2005 |
| --------------------------------- | ---- | ---- | ---- | ---- | ---- |
| Inwoneraantal                     | 3381 | 3403 | 3413 | 3462 | 3504 |
| Opmerking: tellingen op 1 januari |      |      |      |      |      |

## Plaatsen in de gemeente
- Allerborn
- Asselborn
- Boevange
- Boxhorn
- Brachtenbach
- Crendal
- Deiffelt
- Derenbach
- Doennange
- Hamiville
- Hachiville
- Hoffelt
- Lentzweiler
- Lullange
- Niederwampach
- Oberwampach
- Rumlange
- Sassel
- Schimpach
- Stockem
- Troine
- Wincrange